# Jaroslav Šťastný
Jaroslav Šťastný (* 7. leden 1966) je český hokejista.
Extraligovou kariéru začal na vojně v dresu jihlavské Dukly. Pak se na několik let stal útočníkem Škody Plzeň. Největším úspěchem přitom byla jeho účast ve stříbrném kádru Škodovky v sezóně 1991–1992. Nejvíce času přitom strávil v útoku s Petrem Čihákem a Richardem Bayerem. V naší nejvyšší soutěži tak odehrál během 5 sezón 160 utkání, ve kterých získal 39 bodů (17+22). Po ní odešel do Crimmitschau v Německu, kde působil až do roku 1999 a stal se členem tamní "Hall of Fame". V Německu pak dále trénoval a to jak mužstva mužů v nižších soutěžích, tak mládežnická mužstva. V sezóně 2006-2007 byl svazovým trenérem Saska. V letech 2013 - 2018 působil jako jednatel u klubu ESV 03 Chemnitz. V současnosti pracuje v německém horském městečku Oberwiesethal.

## Klubové statistiky
| Sezona  | Klub                       | Základní část | Základní část | Základní část | Základní část | Základní část |
| Sezona  | Klub                       | Z             | G             | A             | B             |               |
| ------- | -------------------------- | ------------- | ------------- | ------------- | ------------- | ------------- |
| 1987-88 | Dukla Jihlava              | 19            | 1             | 2             | 3             |               |
| 1988-89 | Škoda Plzeň                | 22            | 1             | 1             | 2             |               |
| 1989-90 | Škoda Plzeň                | 39            | 7             | 7             | 14            |               |
| 1990-91 | Škoda Plzeň                | 41            | 3             | 5             | 8             |               |
| 1991-92 | Škoda Plzeň                | 39            | 7             | 7             | 14            |               |
| 1994-95 | ETC Crimmitschau (Německo) | 43            | 30            | 39            | 69            |               |
| 1995-96 | ETC Crimmitschau (Německo) | 20            | 6             | 4             | 10            |               |
| 1996-97 | ETC Crimmitschau (Německo) | 48            | 15            | 10            | 25            |               |
| 1997-98 | ETC Crimmitschau (Německo) | 29            | 9             | 5             | 14            |               |
| 1998-99 | ETC Crimmitschau (Německo) | 38            | 14            | 14            | 28            |               |